# Isla San Francisco (Baja California Sur)
La isla San Francisco es una pequeña isla de México situada en el golfo de California frente a las costas del estado de Baja California Sur, al sur de la Isla San José. 
La isla está situada al sur del golfo de California y al norte de la bahía de La Paz a unos 75 kilómetros al norte de la localidad de La Paz.  Está separada de la península de Baja California por un canal de unos 10 km de ancho.  La isla tiene 2,5 km de largo y 2,5 km de ancho máximo con  3,78 km² de superficie total.